# ASW – Berufsakademie Saarland
Die ASW gGmbH (ehemalig ASW – Berufsakademie Saarland e. V.) ist eine Berufsakademie mit Sitz und Studienort in Neunkirchen im Saarland. Die Buchstaben ASW stehen für die frühere Bezeichnung Akademie der Saarwirtschaft.

## Geschichte
Die ASW gGmbH bietet seit 1991 duale Studiengänge und Weiterbildungen für Berufstätige an. Seit 2007 sind diese mit staatl. anerkanntem akkreditiertem und hochschulrechtlich gleichgestelltem Bachelor-Abschluss versehen.
Ihren Sitz hatte die ASW bis 2014 in St. Ingbert. Wegen erhöhtem Raumbedarf erfolgte 2014 der Umzug an einen neuen Standort in Neunkirchen, wo ihr insgesamt 3800 Quadratmeter zur Verfügung stehen.
Die ASW ist eine von vier staatlich anerkannten Berufsakademien in privater Trägerschaft im Saarland.
2021 fusionierte die Berufsakademie mit der Hochschule für Technik und Wirtschaft des Saarlandes. Die Kooperation sieht eine gemeinsame Trägergemeinschaft vor. Dadurch musste der ehemalige e. V. in eine GmbH umgewandelt werden. An der neugegründeten GmbH halten die HTW 49 Prozent und die saarländischen Arbeitgeberverbände und Kammern 51 Prozent der Anteile.

## Duale Studiengänge

### Struktur des Studienangebots
Das dreijährige Studium ist gekennzeichnet durch den Wechsel zwischen Theoriephasen am Standort in Neunkirchen und Praxisphasen in den Ausbildungsbetrieben. Hierdurch wird für die Studierenden die Praxis integraler Bestandteil des Studiums.
Die Studierenden sind zugleich Mitarbeiter in einem Unternehmen und Studierende an der ASW. Das Partnerunternehmen stellt die Studierenden ein, setzt diese während der Praxisphasen im Unternehmen auf Basis eines von der ASW vorbereiteten Ausbildungsrahmenplans ein und entrichtet eine monatliche Studiengebühr. Das Unternehmen, das die Rekrutierung eigener Nachwuchsführungskräfte anstrebt, zahlt dem Studierenden zudem eine monatliche Ausbildungsvergütung. Insgesamt beteiligen sich über 200 Unternehmen als Ausbildungsbetriebe.

### Prüfungen und Abschlüsse
Alle Studienabschlüsse an der ASW wurden nach den ländergemeinsamen Strukturvorgaben der Kultusministerkonferenz akkreditiert und erfüllen somit die internationalen Anforderungen an Bachelor-Studiengänge. Die Lehrveranstaltungen werden überwiegend in Kleingruppen durchgeführt.
Ein Abschluss an der ASW in den unten genannten Bereichen heißt, in drei Studienjahren einen anerkannten Abschluss zu erwerben.
Aktuelles Studienangebot:
- Betriebswirtschaft – Bachelor of Arts (B.A.) Betriebswirtschaft mit den Schwerpunkten Handel, Industrie, Finanzdienstleistungen, Handwerksmanagement und Taxation and Accounting,
- Maschinenbau – Bachelor of Engineering (B.Eng.) Maschinenbau,
- Wirtschaftsinformatik – Bachelor of Arts (B.A.) Wirtschaftsinformatik,
- Wirtschaftsingenieurwesen – Bachelor of Engineering (B.Eng.) Wirtschaftsingenieurwesen

### Status der Auszubildenden/Studierenden
Zugangsvoraussetzungen sind die allgemeine Hochschulreife (Abitur) oder die fachgebundene Hochschulreife sowie die Fachhochschulreife (Fachabitur). In speziellen Fällen kann auch ein Zugang zum Studium ohne Abitur oder Fachabitur gewährt werden (Sondergenehmigung aufgrund besonderer beruflicher Qualifikationen). Darüber schließt der Studierende einen Studien- und Ausbildungsvertrag mit einem Unternehmen ab.

## Weiterbildungsangebote

### Zielsetzung
Die Weiterbildungsangebote beinhaltet verschiedene Kuse mit einem Abschluss zum ASW-Fachwirt. Die Zielsetzung besteht darin, qualifizierte Mitarbeiter auszubilden, die es verstehen, das erworbene theoretische Wissen für die Lösung betrieblicher Probleme anzuwenden (Stichwort: Wissenstransfer). Sowohl die Themenbereiche als auch die Lehrgangsinhalte werden in Absprache mit der Wirtschaft praxisorientiert ausgerichtet. Neben Fachdozenten aus den laufenden Studiengängen werden die Veranstaltungen auch von Spezialisten aus der Praxis und dem Hochschulbereich gehalten.

### Kursangebote
Spezialisierung und Weiterbildung bietet die ASW in den neun Monatigen berufsbegleitenden Lehrgängen, für die kein vorheriges Studium vonnöten ist. Zu allen Weiterbildungsangeboten bestehen bestimmte Zugangsvoraussetzungen, alle schließen mit einer Prüfungen ab.
Aktuell angebotene Kurse:
- ASW-Fachwirt Controlling
- ASW-Fachwirt Einkauf und Logistik
- ASW-Fachwirt Marketing – Vertrieb, Medien und Kommunikation (PR)
- ASW-Fachwirt Digital Marketing & Kommunikationsmanagement
- ASW Fachwirt General Management - Allgemeine Betriebswirtschaftslehre
- ASW Fachwirt Industrie 4.0
- ASW Fachwirt International Management
- ASW Fachwirt Personalmanagement
- ASW Fachwirt Social Media
- ASW Fachwirt Handel/Retail Management

Der Zugang zu den Lehrgängen ist über ein Zulassungsverfahren grundsätzlich allen Personen möglich.